# زمین‌لرزه سرطان ۱۴۰۱ افغانستان
زمین‌لرزه سرطان ۱۴۰۱ افغانستان در تاریخ اول سرطان ۱۴۰۱ ساعت ۰۲:۲۴ به وقت افغانستان به وقوع پیوست. این زمین‌لرزه به بزرگی لحظه‌ای ۶٫۲ (Mw) مرز دیورند بین افغانستان و پاکستان را لرزاند. بر اساس گزارش سازمان زمین‌شناسی ایالات متحده (USGS)، این زمین لرزه با بزرگی ۵٫۹ Mwb و در عمق ده کیلومتری رخ داده‌است. حداقل ۱۱۹ میلیون نفر در فاصله بیش از ۵۰۰ کیلومتری (۳۱۰ مایل)، آن را احساس کردند.
این زمین‌لرزه دست‌کم ۱۱۴۳ نفر کشته و ۱۶۰۰-۳۰۰۰ نفر در سراسر افغانستان و پاکستان زخمی برجای گذاشت که مرگبارترین زمین‌لرزه سال ۲۰۲۲ است.
بیش از ۲۵ روستا به شدت آسیب دیدند و صدها ساختمان ویران شدند. این زمین‌لرزه نسبت به بزرگی آن بسیار مخرب بود، زیرا کانون کم عمق آن در زیر یک منطقه پرجمعیت مستعد رانش زمین بوده، که در آن ساختمان‌های کم کیفیت ساخته شده از چوب و گل که برای مقاومت در برابر زلزله ساخته نشده‌اند، وجود داشته‌است.